# 작은곰자리 왜소은하
작은곰자리 왜소은하(Ursa Minor Dwarf Galaxy)는 작은곰자리에 있는 왜소 타원 은하이다. 1955년에 발견되었으며 거리는 약 20만 광년이다.
A.G 윌슨이 1955년 로웰 천문대의 Palomar Sky Survey 프로젝트 도중에 발견되었으며 국부 은하군에 속하며
우리은하의 위성은하로 2016년 8-17일 현재 우리 은하에서 7번째로 가까운 은하이다.
지구로부터 225,000 광년 떨어져 있다.

## 같이 보기
- 큰곰자리 I 왜소은하
- 큰곰자리 II 왜소은하